# Politique à Saint-Pétersbourg

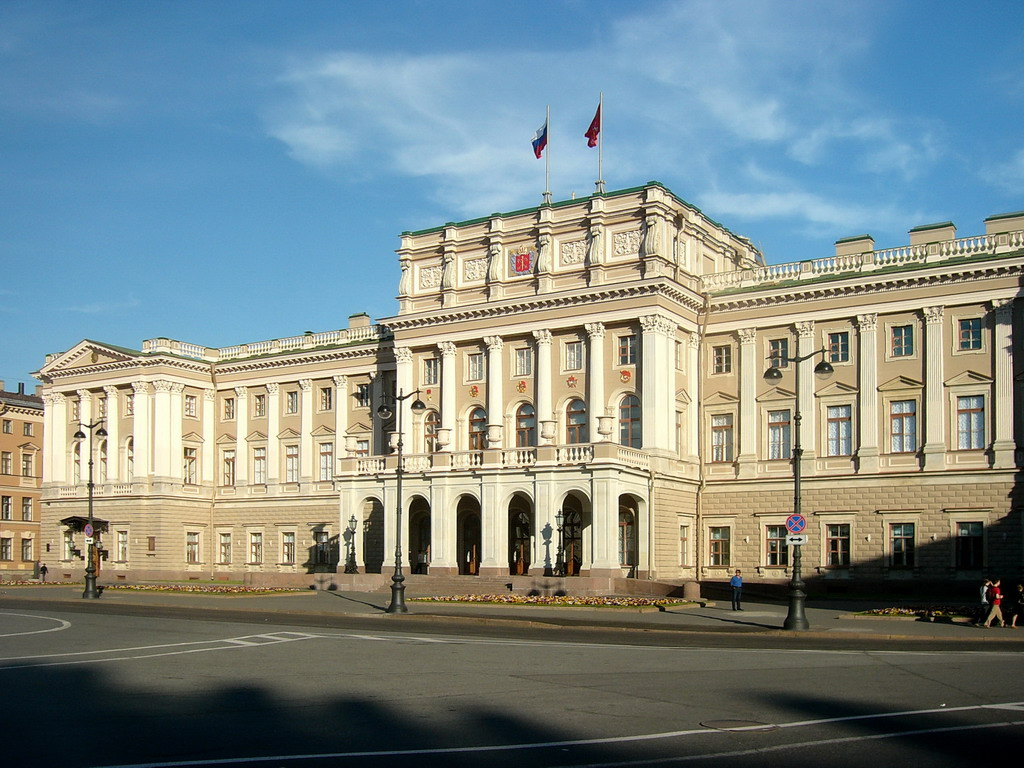
Le Palais de Mariinsky Palace à Saint-Pétersbourg.

La politique de Saint-Pétersbourg est dirigée par quinze personnes : le gouverneur, au minimum sept vice-gouverneurs, et les autres membres du gouvernement de Saint-Pétersbourg, à la tête de l'administration de la ville.

## L'Assemblée législative
L'Assemblée législative a un pouvoir sur les divisions administratives de Saint-Pétersbourg et la ville en elle-même.